# Moisés Kaufman
Moisés Kaufman (Caracas, 21 novembre 1963) è un regista e drammaturgo venezuelano naturalizzato statunitense.

## Biografia
Si è trasferito a New York nel 1987, dove si laureò alla New York University. È autore dei drammi 33 Variations, Atti osceni - I tre processi di Oscar Wilde e The Laramie Project, che ha anche adattato per la televisione.
Nel 2016 è diventato il primo venezuelano a ricevere la National Medal of Arts, da Barack Obama.
È ebreo ed è di discendenza romena e ucraina. È dichiaratamente gay.

## Filmografia

### Televisione
- The Laramie Project (2002)
- The L Word - serie TV, 2 episodi (2006)

### Libri
- Ascesa e rovina di Oscar Wilde. Atti osceni; L'importanza di chiamarsi Ernesto, di e con Oscar Wilde, traduzione di Ferdinando Bruni e Lucio De Capitani, con Ferdinando Bruni e Francesco Frongia, Bologna, Cue Press, 2017. ISBN 9788899737498.